# Campeonato Mundial de Voleibol Masculino de 1982
O Campeonato Mundial de Voleibol Masculino de 1982 foi a décima edição do torneio, organizado pela FIVB. Foi realizado em Buenos Aires, Argentina, de 2 a 15 de outubro de 1982.
A União Soviética foi campeã pela sexta vez, e o Brasil ficou com o vice-campeonato pela primeira vez.

## Times
| Grupo A – Buenos Aires - Argentina - Japão - México - Tunísia | Grupo B – Catamarca - Bulgária - Chile - União Soviética - Estados Unidos | Grupo C – Rosário - Austrália - Canadá - Alemanha Oriental - Itália |

| Grupo D – Buenos Aires - Cuba - Polónia - Roménia - Venezuela | Grupo E – Buenos Aires - China - Finlândia - França - Coreia do Sul | Grupo F – Mendoza - Brasil - Tchecoslováquia - Iraque - Líbia |

## Fase Final
|  | Semi-finais                       | Semi-finais                       |   |                                   | Final                             | Final |  |
|  |                                   |                                   |   |                                   |                                   |       |  |
|  | 13 de outubro 1982 – Buenos Aires |                                   |   |                                   |                                   |       |  |
|  | Brasil                            | 3                                 |   |                                   |                                   |       |  |
|  | Japão                             | 0                                 |   |                                   |                                   |       |  |
|  |                                   |                                   |   |                                   |                                   |       |  |
|  |                                   |                                   |   |                                   | 15 de outubro 1982 – Buenos Aires |       |  |
|  |                                   |                                   |   |                                   | Brasil                            | 0     |  |
|  |                                   | União Soviética                   | 3 |                                   |                                   |       |  |
|  |                                   |                                   |   |                                   |                                   |       |  |
|  |                                   |                                   |   |                                   |                                   |       |  |
|  |                                   |                                   |   |                                   | 3º lugar                          |       |  |
|  | 13 de outubro 1982 – Buenos Aires | 13 de outubro 1982 – Buenos Aires |   | 15 de outubro 1982 – Buenos Aires | 15 de outubro 1982 – Buenos Aires |       |  |
|  | União Soviética                   | 3                                 |   | Japão                             | 0                                 |       |  |
|  | Argentina                         | 0                                 |   |                                   | Argentina                         | 3     |  |

### Ficha técnica da Final
| 1982 Relatório: Resultado | Seleção Brasileira | 0–3   | Seleção Soviética | , Buenos Aires |
| 1982 Relatório: Resultado | 3                  | Set 1 | 15                | , Buenos Aires |
| 1982 Relatório: Resultado | 4                  | Set 2 | 15                | , Buenos Aires |
| 1982 Relatório: Resultado | 5                  | Set 3 | 15                | , Buenos Aires |
| 1982 Relatório: Resultado | Set 4              |       |                   | , Buenos Aires |
| 1982 Relatório: Resultado | Set 5              |       |                   | , Buenos Aires |

| Cores do Time · Cores do Time · Cores do Time · Cores do Time · Cores do Time · Brasil | Cores do Time · Cores do Time · Cores do Time · Cores do Time · Cores do Time · União das Repúblicas Socialistas Soviéticas |

## Classificação Final
| Posição           | Time              |
| ----------------- | ----------------- |
| Medalha de ouro   | União Soviética   |
| Medalha de prata  | Brasil            |
| Medalha de bronze | Argentina         |
| 4                 | Japão             |
| 5                 | Bulgária          |
| 6                 | Polônia           |
| 7                 | China             |
| 8                 | Coreia do Sul     |
| 9                 | Tchecoslováquia   |
| 10                | Cuba              |
| 11                | Canadá            |
| 12                | Alemanha Oriental |
| 13                | Estados Unidos    |
| 14                | Itália            |
| 15                | Romênia           |
| 16                | França            |
| 17                | Finlândia         |
| 18                | México            |
| 19                | Venezuela         |
| 20                | Iraque            |
| 21                | Tunísia           |
| 22                | Austrália         |
| 23                | Chile             |
| 24                | Líbia             |

### Premiação
| Campeonato Mundial de Voleibol Masculino de 1982 |
| Campeão                                          |
| ------------------------------------------------ |
| União Soviética 6º Título                        |